# Demain dans la bataille pense à moi
Demain dans la bataille pense à moi (titre original en espagnol : Mañana en la batalla piensa en mí) est un roman espagnol de Javier Marías publié originellement en 1994. La traduction française paraît en avril 1996 aux éditions Rivages et reçoit le prix Femina étranger la même année.

## Écriture du roman
Le titre du roman est issu d'une réplique de la scène de l'acte V de la pièce Richard III de William Shakespeare, réplique qui sera utilisée et déclinée à plusieurs reprises dans le roman.

## Résumé
Quand sa maîtresse meurt subitement dans ses bras, le narrateur et protagoniste, Victor, un nègre, est confronté au dilemme d'appeler de l'aide et contacter ses proches ou de quitter la scène sans laisser de traces. Il choisit cette dernière option, ce qui entraîne une série de conséquences imprévues.

## Accueil critique
Très bien accueilli par la critique à sa parution en 1996 en français, ce roman de Javier Marías est considéré comme l'un des plus importants de sa carrière d'écrivain.

## Éditions et traductions
- Éditions Rivages, 1996  (ISBN 978-2743600525).
- « Coll. Folio » no 5006, éditions Gallimard, 2010  (ISBN 978-2070396856).
- (en) Tomorrow in the Battle Think on Me, trad. Margaret Jull Costa, The Harvill Press, 1996  (ISBN 0-8112-1482-6).
- (it) Domani nella battaglia pensa a me, trad. Glauco Felici, éditions Einaudi, 1998  (ISBN 88-06-14510-X).